# 1658 en littérature
| Années de la littérature : 1655 - 1656 - 1657 - 1658 - 1659 - 1660 - 1661    |
| Décennies de la littérature : 1620 - 1630 - 1640 - 1650 - 1660 - 1670 - 1680 |

Cet article présente les faits marquants de l'année 1658 en littérature.

## Événements
- Blaise Pascal présente son projet d'Apologie de la religion chrétienne  lors d'une conférence à Port-Royal[1].

## Parutions
- 25 janvier : factum pour les curés de Paris ; c’est le premier des Écrits des curés de Paris, attribué à Pascal, contre le livre intitulé Apologie pour les casuistes, un ensemble de dix libelles, publiés entre janvier 1658 et le 10 octobre 1659[2]. Pascal rédige en 1658 un Projet de mandement contre l'Apologie pour les casuistes[3].
- 25 avril : achevé d’imprimer du livre d'Antoine Furetière, Nouvelle allégorique : ou Histoire des derniers troubles arrivez au royaume d’éloquence, Pierre Lamy, 1658 (présentation en ligne).
- Printemps : traduction latine des Provinciales par Nicole, sous le pseudonyme de Guillaume Wendrock[4].

- Jean Desmarets de Saint-Sorlin, Le Délices de l’esprit, Augustin Courbe, Henry le Gras et Jacques Roger, 1658 (présentation en ligne).

- Jean-Louis Guez de Balzac, Aristippe, ou De la cour, Paris, Augustin Courbé, 1658 (présentation en ligne), édition posthume, achevé d’imprimer le 30 novembre 1657. Il expose en sept discours les portraits satiriques de conseillers incompétents.

- Adonis, idylle de La Fontaine, est présentée  en manuscrit à Nicolas Fouquet[5].

## Décès
- 6 octobre : Pierre Du Ryer, historiographe, traducteur, écrivain et auteur dramatique français (né en 1605).